# Y Hydri
Y Hydri är en förmörkelsevariabel Algol-typ (EA/SD) i stjärnbilden Lilla vattenormen.
Y Hydri varierar mellan fotografisk magnitud +10,4 och 14,0 med en period av 3,53597 dygn.